# Elfenlori
Der Elfenlori oder Wilhelminenlori (Charminetta wilhelminae; Syn. Charmosyna wilhelminae) ist eine kleine Papageienart aus der Gruppe der Loris, die im Hochland von Neuguinea vom Arfakgebirge auf der Halbinsel Vogelkop im Westen über das Maokegebirge bis zum Owen-Stanley-Gebirge im Osten und auf der gebirgigen Huon-Halbinsel vorkommt.

## Merkmale
Der Elfenlori erreicht eine Länge von lediglich 13 Zentimetern. Er ist überwiegend grün gefärbt, die Oberseite grün, die Unterseite aufgrund von schmalen, gelblichen Streifen auf der Brust gelblich grün. Die Kopfoberseite ist violett mit blauen Streifen, gefolgt von einer bräunlichen Zone auf dem hinteren, oberen Halsbereich. Die Unterseite der Schwanzwurzel, die Unterflügeldecken und ein breiter Streifen auf der Unterseite der Handschwingen sind rot. Der Bürzel ist kobaltblau, darüber befindet sich bei den Männchen eine rote Zone, bei den Weibchen ist sie grün. Der Schnabel ist gelblich orange, die Beine sind grau. Jungvögeln fehlen die Streifen auf der Kopfoberseite und der Brust.

## Lebensraum und Lebensweise
Der Elfenlori kommt in Bergwäldern, in Mooswäldern, an Waldrändern, in angrenzenden Savannenwäldern in Höhen von 1000 bis 2200 Metern über dem Meeresspiegel vor, hin und wieder auch in niedrigeren Bereichen. Er ernährt sich vor allem von Pollen und Nektar. Zu seinen Nahrungspflanzen gehören unter anderem Eukalypten, Scheinkastanien und Elaeocarpus-Arten. Im Zusammenhang mit den Blütezeiten verschiedener Bäume unternehmen die Vögel saisonale Wanderungen. Die Rufe des Elfenloris sind nicht besonders laut und klinge wie ein hohes „tss tss tsee“. Über die Brutbiologie des Elfenloris ist bisher nichts bekannt.

## Systematik
Der Elfenlori wurde 1874 durch den Ornithologen Adolf Bernhard Meyer erstmals wissenschaftlich beschrieben. Lange Zeit wurde er aufgrund der Ähnlichkeit in der Gefiederfärbung in der Gattung der Zierloris (Charmosyna) geführt. Molekulargenetische Untersuchungen zeigten jedoch, dass dies nicht der korrekten Verwandtschaft entsprach. 2020 wurde der Elfenlori deshalb in die monotypische Gattung Glossoptilus gestellt, die bereits 1956 durch den englischen Ornithologen Tom Iredale eingeführt worden ist. Charminetta ist die Schwestergruppe einer Klade, die die Lorigattungen Hypocharmosyna, Charmosyna und Vini umfasst. Es werden keine Unterarten unterschieden.

## Gefährdung
Die IUCN schätzt den Bestand des Elfenloris als ungefährdet ein. Der Gesamtbestand ist allerdings unbekannt. Lokal ist der Vogel häufig, in einigen Gegenden jedoch selten, abhängig vom Nahrungsangebot.